# Aziatische kampioenschappen schaatsen afstanden 1997
De Aziatische kampioenschappen schaatsen afstanden 1997 werden op 23 en 24 november 1996 op de ijsbaan No Mori Skating Centre Obihiro-Nemuro te Obihiro, Japan gehouden. Er deden 41 schaatsers, 23 mannen en 18 vrouwen, uit vier verschillende landen, China, Japan, Kazachstan en Zuid-Korea, mee.

## Mannentoernooi
| Afstand | Goud             | Zilver           | Brons               |
| ------- | ---------------- | ---------------- | ------------------- |
| 2×500m  | Manabu Horii     | Hiroyasu Shimizu | Jaegal Seong-yeol   |
| 1000m   | Manabu Horii     | Hiroyasu Shimizu | Kim Yoon-man        |
| 1500m   | Shinya Tanaka    | Jeon Joo-hyeon   | Lee Kyou-hyuk       |
| 5000m   | Shigekazu Nemoto | Takahiro Nozaki  | Sergej Kaznatsjejev |
| 10.000m | Shigekazu Nemoto | Takahiro Nozaki  | Sergej Kaznatsjejev |

## Vrouwentoernooi
| Afstand | Goud           | Zilver          | Brons           |
| ------- | -------------- | --------------- | --------------- |
| 2×500m  | Tomomi Okazaki | Kyoko Shimazaki | Xu Yanli        |
| 1000m   | Tomomi Okazaki | Xu Yanli        | Yang Chunyuan   |
| 1500m   | Eriko Seo      | Noriko Munekata | Baek Eun-bi     |
| 3000m   | Eriko Seo      | Nami Nemoto     | Noriko Munekata |
| 5000m   | Nami Nemoto    | Eriko Seo       | Lee Kyeong-nam  |

1994 Sapporo · 
1995 Ulaanbaatar · 
1997 Obihiro · 
1998 Obihiro · 
2000 Ulaanbaatar · 
2001 Harbin · 
2004 Chuncheon · 
2005 Ikaho · 
2007 Changchun · 
2008 Shenyang · 
2009 Tomakomai · 
2010 Obihiro · 
2011 Harbin · 
2012 Astana · 
2013 Changchun · 
2014 Tomakomai · 
2015 Changchun